# Базилика Святого Иосифа (Л’Акуила)
Базилика Святого Иосифа (итал. Basilica di San Giuseppe Artigiano), ранее Церковь Святого Власия (итал. Chiesa di San Biagio d'Amiterno) — базилика в архиепархии Л’Акуилы Римско-католической церкви в городе Л'Акуила, в провинции Л'Акуила, в регионе Абруццо, в Италии.
Вначале на месте современной базилики стояла церковь Святого Викторина из Амитерно, построенная в XIII веке, которая была перестроена в начале XIV века. Храм сильно пострадал во время землетрясения 2009 года. Здание было восстановлено в 2011 году и открыто для посещений 22 июля 2012 года. 20 мая 2013 года церковь была возведена в ранг малой базилики, став третьей базиликой в городе после базилик Коллемаджской Богоматери и Святого Бернардина. Некоторое время в храме покоились мощи Святого Целестина V.

## История
Церковь Святого Викторина из Амитерно была построена на этом месте в XIII веке, вместе с основанием города Л’Акуила. 22 декабря 1256 года Папа Александр IV объединил епархии Амитерно и Форконы в епархию Л’Акуилы. Статус собора получила церковь Святых Георгия и Максима, ранее принадлежавшая форконцам. Тогда амитернцы поставили свою церковь за собором, что символизировало с одной стороны единство прежних епархий, с другой, независимость амитернцев по отношению к церковной гегемонии фарконцев. Они освятили храм в честь святого Викторина из Амитерно, епископа и мученика, пострадавшего в древнеримском Амитернуме во время гонения на христиан при императоре Нерве в I веке. Приход получил ряд привилегий.
Церковь Святого Викторина была полностью разрушена королём Манфредом в 1259 году. Восстановительные работы начались с 1266 года. Храм снова пострадал во время землетрясения 1315 года. В 1326 году церковь была восстановлена и заново освящёна в честь Святого Власия. Землетрясение 1703 года полностью разрушило храм. Реконструкция продолжалась до конца XIX — начала XX века. В 1754 году приход лишился всех своих привилегий, которыми пользовался в течение пяти столетий.
Несмотря на то, что храм был восстановлен, он оставался заброшенным. Во время Второй мировой войны здание церкви использовалось в качестве казармы. В 1980 году у церкви была отремонтирована крыша. В 2008 году храм был снова освящён, на этот раз в честь Святого Иосифа Труженика, и приписан к приходу Святого Квинтиана.
Во время землетрясения 2009 года в церкви обрушился барабан, образовались трещины и дыры в стенах. Реставрационные работы длились с 18 января 2011 года по 22 июля 2012 года. 20 мая 2013 года указом Конгрегации обрядов Папа Франциск присвоил храму статус малой базилики.

## Описание
Церковь построена по типу базилики и расположена в квартале Сан-Пьетро на улице Вия Сасса, близ Соборной площади и собора Святых Георгия и Максима. Фасад имеет небольшой перекос по отношению к поверхности дороги. Три портала в каменных фронтонах (фронт над главным порталом в середине имеет форму дуги) разделены пилястрами. Короткая лестница ведёт на малую паперть перед входом. Верхняя часть фасада не была завершена из-за материальных трудностей и осталось не отштукатуренной, как и боковые стены. Сохранилось несколько фрагментов от прежних зданий XIII—XIV веков.
Внутри церковь имеет три нефа (главный и малые по бокам), разделённые колоннами с коринфским ордером, четверо из которых поддерживают купол. Два других кирпичных купола находятся над боковыми нефами. Церковь имеет длину в 28 метров и ширину в 21 метр, высоту около 18 метров.
Особого внимания заслуживает конный памятник-барельеф Пьетро Лалле-Кампонески, созданный в 1432 году скульптором Вальтером Немцем в стиле поздней готики. Он стоит на ковчеге, поддерживаемом двумя витыми колоннами, которые, в свою очередь, покоятся на двух львах, лежащих на высоком рельефе. На ковчеге барельеф с изображением «Коронации Богоматери с предстоящими апостолами».
В боковых нефах находятся восемь мраморных алтарей (по четыре с каждой стороны), шесть из них стоят по бокам церкви, остальные два в боковых апсидах. Эти алтари были созданы во время реконструкции церкви Святого Власия после землетрясения 1703 года. После реставрации 2011—2012 годов интерьер храма украсили 18 картин Джованни Гаспарро, с изображением главных святых Л’Аквилы, в том числе Святого Максима из Авейи, покровителя Форконы и Святого Викторина из Амитерно. Тот же живописец украсил фресками апсиды.
На главной апсиде сохранились фрагменты двух фресок школы Джотто, предположительно XIII века. Фрески были обнаружены случайно во время реставрационных работ в 2012 году.
В правой стороне трансепта вход в ризницу и три малые комнаты. В левой стороне трансепта находится усыпальница Кампонески и дверь, за которой лестница в соседнюю капеллу Святого Иосифа.